# Алі Акбар Остад-Асаді
Алі Акбар Остад-Асаді (перс. علی‌اکبر استاداسدی, нар. 17 вересня 1965, Тебриз) — іранський футболіст, що грав на позиції захисника.
Виступав, зокрема, за клуби «Машін Сазі» та «Зоб Ахан», а також національну збірну Ірану.

## Клубна кар'єра
У дорослому футболі дебютував 1987 року виступами за команду клубу «Машін Сазі», в якій провів вісім сезонів. 
Своєю грою за цю команду привернув увагу представників тренерського штабу клубу «Зоб Ахан», до складу якого приєднався 1995 року. Відіграв за команду з Ісфахана наступні вісім сезонів своєї ігрової кар'єри.
Завершив професійну ігрову кар'єру у клубі «Машін Сазі», у складі якого вже виступав раніше. Прийшов до команди 2003 року, захищав її кольори до припинення виступів на професійному рівні у 2006 році.

## Виступи за збірну
У 1996 році дебютував в офіційних матчах у складі національної збірної Ірану. Протягом кар'єри у національній команді, яка тривала усього 3 роки, провів у формі головної команди країни 27 матчів.
У складі збірної був учасником кубка Азії з футболу 1996 року в ОАЕ, на якому команда здобула бронзові нагороди, чемпіонату світу 1998 року у Франції.

## Титули і досягнення
- Бронзовий призер Кубка Азії: 1996